# سیمون آلاجالوف
سیمون هوهانسی آلاجالوف (آلاجالیان) (ارمنی: Սիմոն Հովհաննեսի Ալաջալով (Ալաջալյան)؛ زاده ۲۴ ژوئیهٔ ۱۹۰۲ - درگذشته ۱ مهٔ ۱۹۹۷) نقاش و طراح صحنه اهل ارمنستان بود. وی بین سال‌های - تا - میلادی فعالیت می‌کرد.

## زندگی‌نامه
وی در ۶ اوت [سبک قدیمی: ۲۴ ژوئیه] ۱۹۰۲ در باکو در به دنیا آمد و از انستیتو دولتی هنرهای زیبای سوریکوف مسکو (۱۹۳۱) فارغ‌التحصیل گشت.  وی همچنین برنده جوایزی همچون نشان برجسته افتخار و چهره هنری شایسته ارمنستان شوروی شد. وی در ۱ مه ۱۹۹۷ در سن ۹۵ سالگی در ایروان درگذشت.

## یادداشت
1. ↑  բեմանկարիչ
2. ↑  Մոսկվայի գեղարվեստական ինստիտուտ